# 佐渡警察署
佐渡警察署（さどけいさつしょ、英語 :  Sado police station）は、新潟県警察が管轄する警察署の一つ。

## 概要
佐渡島（佐渡市）全域を東西に分けて管轄していた佐渡東警察署と佐渡西警察署が2019年に統合し、発足した。
背景として、新潟県警察は当時市町村合併が進んだことを受け、警察と各自治体との連携強化や警察署の機能強化のために、県全体で警察署の再編整備を進めていた。
佐渡島も2004年に10市町村が合併して全域が佐渡市1市となっており、島内2つの警察署も統合されることとなった。
佐渡警察署の庁舎は発足時に新設され、新潟県運転免許センター佐渡支所と併設されている。また統合に伴い、旧・佐渡東警察署庁舎は両津交番、旧・佐渡西警察署庁舎は相川交番にそれぞれ転用された。
なお警察署統合において、旧警察署所在地が交番に転換される際は幹部交番となるパターンが多いが、佐渡警察署の場合は相川・両津とも通常の交番である。

## 沿革
- 2019年（令和元年）
  - 11月2日 - 新潟県佐渡東警察署と新潟県佐渡西警察署が統合し、新潟県佐渡警察署を新設[4]。
佐渡東警察署は両津交番に、佐渡西警察署は相川交番となり、真野交番は廃止[5]。
  - 11月5日 - 業務を開始する[4]。

## 組織
【出典】
署員数は124人である（2019年（令和元年）11月2日現在）。
- 署長（警視）
  - 副署長（警視）
    - 警務課
    - 会計課
    - 地域課
    - 交通課
    - 刑事課
    - 生活安全課
    - 警備課

## 交番
【出典】
- 佐和田交番 - 佐渡市中原350
- 相川交番 - 佐渡市相川羽田町74
- 両津交番 - 佐渡市両津湊351-8

## 駐在所
- 北立島駐在所（きたたつしま） - 佐渡市北立島1044-1
- 北狄駐在所（きたえびす） - 佐渡市北狄758-2
- 橘駐在所 - 佐渡市橘58-1
- 千種駐在所（ちぐさ） - 佐渡市千種978
- 吉井駐在所 - 佐渡市三瀬川382-1
- 畑野駐在所 - 佐渡市畑野甲452-10
- 小木駐在所 - 佐渡市小木町1950-10
- 松ヶ崎駐在所 - 佐渡市多田262-12
- 羽茂駐在所 - 佐渡市羽茂本郷43-3
- 赤泊駐在所 - 佐渡市赤泊2163-10
- 水津駐在所（すいづ） - 佐渡市水津663-3
- 鷲崎駐在所（わしざき） - 佐渡市鷲崎725-1
- 新穂駐在所（にいぼ） - 佐渡市新穂大野1807-2
- 潟上駐在所（かたがみ） - 佐渡市新穂潟上197-3